# До довечера
„До довечера“ (на френски: À ce soir) е френски драматичен филм от 2004 г. на френската киноактриса и кинорежисьорка и сценаристка Лор Дютийо. Главната роля на медицинската сестра Нели Лопес се изпълнява от френската киноартистка Софи Марсо. В ролята на Хосе Лопес участва френският киноартист Антоан Шапе.
 Внимание:  Текстът по-долу разкрива сюжета на произведението (или части от него)!
Манюел и Нели Лопес са семейство с испанско потекло. Манюел е лекар, а Нели медицинска сестра. Имат две деца - Жан и Педро. При тях на гости е малкият Етиен. Една сутрин Нели отива заедно с трите деца край морето. Като се връщат става ясно, че Манюел е починал в съня си. Нели е шокирана...